# Jochen Baumert
Joachim „Jochen“ Baumert (* 30. April 1939 in Liegnitz; † 18. Februar 2018) war ein deutscher Schauspieler und Hörspielsprecher.

## Leben
Jochen Baumert erlernte in der ehemaligen DDR das Bäcker- und Konditorenhandwerk. Später siedelte er in die Bundesrepublik Deutschland über und studierte in West-Berlin an der Hochschule für Musik und Darstellende Kunst. Engagements hatte Baumert vielfach in Hamburg, so ab 1966 am Altonaer Theater, später am Klecks-Theater. Weitere Verpflichtungen führten ihn an das Ohnsorg-Theater, das Theater im Zimmer und das Theater für Kinder.
1982 kam Baumert zu den Karl-May-Spielen nach Bad Segeberg, als er nach der Generalprobe für den Darsteller des Sam Hawkens einsprang. Baumert blieb der Freilichtbühne am Kalkberg über 20 Jahre treu, spielte neben anderen komischen Figuren wie der Tante Droll auch immer wieder Sam Hawkens, insgesamt sieben Mal. 2006 beendete er aus gesundheitlichen Gründen sein Engagement in Bad Segeberg. 2008 gastierte Baumert noch einmal in seiner Paraderolle bei den Karl-May-Festspielen in Elspe, wo er seinen terminlich verhinderten Schauspielkollegen Jogi Kaiser in einigen Vorstellungen vertrat.
Seit Beginn der 1980er Jahre arbeitete Jochen Baumert auch häufig vor der Kamera und spielte in bekannten Serien wie Stubbe – Von Fall zu Fall, Da kommt Kalle oder Notruf Hafenkante. Mehrere Gastrollen hatte er auch in der Kultserie Großstadtrevier, außerdem war er wiederholt in Fernsehübertragungen von den Segeberger Karl-May-Spielen auf dem Bildschirm zu sehen.
Neben Hörspielen des Norddeutschen Rundfunks wirkte Baumert auch in einigen kommerziellen Hörspielproduktionen mit, so bei den Fünf Freunden oder Die drei ??? und wiederholt auch in Hörspielen nach Romanen von Karl May.
Jochen Baumert war verheiratet und lebte in Hamburg.

## Filmografie
- 1976: Haifischbar
- 1979: Tödlicher Ausgang
- 1980: Spaß beiseite, Herbert kommt – Der Amateurfunker
- 1981: Achtung, Zoll! – Privat zu verkaufen
- 1981: Kümo Henriette – Fast ein Seenotfall
- 1982: St. Pauli-Landungsbrücken – Die Schwiegereltern kommen
- 1984: Jagger und Spaghetti
- 1985: Es muß nicht immer Mord sein – Das Arrangement
- 1987: Der Landarzt – Große Kinder – große Sorgen
- 1987: Nr. 5 – Aus Berichten der Wach- und Patrouillendienste (Kurzfilm)
- 1989: Die Männer vom K3 – Tödlicher Export
- 1991: Großstadtrevier – Fährmann, hol röver
- 1991: Lebewohl, Fremde
- 1991: Im Kreise der Lieben
- 1992: Großstadtrevier – Vereinskameraden
- 1993: Vater braucht eine Frau – Hanna
- 1993: Manda Voß wird 106
- 1993: Großstadtrevier – Pferdediebe
- 1994: Großstadtrevier – Ellens Abschied
- 1995: Tatort – Die Kampagne
- 1997: Tatort – Nahkampf
- 2000: Großstadtrevier – Der weiße Ritter
- 2001: Großstadtrevier – Rache für Eva
- 2002: Im Tal des Todes (Karl-May-Festspiele)
- 2002: Stubbe – Von Fall zu Fall – Das vierte Gebot
- 2003: Der Ermittler – Stadt, Land, Mord
- 2004: Unter Geiern – Der Sohn des Bärenjägers (Karl-May-Festspiele)
- 2004: Tatort – Todes-Bande
- 2005: Winnetou und das Geheimnis der Felsenburg (Karl-May-Festspiele)
- 2005: Sketchköppe
- 2005: Der Geist von St. Pauli (Kurzfilm)
- 2006: Winnetou III (Karl-May-Festspiele)
- 2006: Da kommt Kalle – Akt am Strand
- 2007: Notruf Hafenkante – Das brennende Brautkleid
- 2007: Die Rettungsflieger – Vertrauensfragen
- 2007: Tatort – Investigativ

## Hörspiele
- 1980: Das Buddelkastenschiff – Autor: Johannes Schenk – Regie: Otto Düben
- 1981: Fragmente einer Reise nach Stettin – Autor: Tankred Dorst – Regie: Hans Rosenhauer
- 1983: Es ist wunderbar, daß niemand an Böhmen denkt – Autorin: Helga Schütz – Regie: Ursula Langrock
- 1983: Napoleon mittags und abends – Autor: Claudio Novelli – Regie: Peter Buchholz
- 1983: Ballade von der richtigen Adresse – Autor: Julio Ortega – Regie: Hans Rosenhauer
- 1984: Variando – Autor: Franco Ruffini – Regie: Heinz Hostnig
- 1988: McGowneys Wunder – Autorin: Margaret Millar – Regie: Norbert Schaeffer
- 1990: Die Schipper-Kids (3. Folge: Die Schipper-Kids und der schlappe Hund) – Autor: Wolfgang Pauls – Regie: Frank Grupe
- 1990: Die Schipper-Kids (7. Folge: Die Schipper-Kids und die Kopie) – Autor: Wolfgang Pauls – Regie: Hans Helge Ott
- 1990: Berger und Levin (1. Teil: Die Schönen spiegeln sich in der Welt, den Häßlichen gehört sie) – Autor: Adolf Schröder – Regie: Bernd Lau